# 段落符号
段落符號（¶，英語：pilcrow、paragraph mark、paragraph sign、paraph、alinea或blind P，拉丁語：a lineā），是代表段落的符號。此符號只能確定源於歐洲，但確切源頭則有諸說。《牛津英語詞典》（Oxford English Dictionary）說是源於字母「P」，代表「pelagraphe」（此字為法語的訛誤，「段落」之意，即英語的「paragraph」）。一說此符號源自字母「C」，代表拉丁文的「capitulum」（「章節」之意），演變過程如次：。
¶的Unicode編碼為U+00B6，HTML實體為&para;。在Unicode中，代表段落的符號尚有編碼U+204B的「⁋」及編碼U+2761的「❡」。

## 外部連結
- Pilcrow definition （页面存档备份，存于） at the Dictionary.com website （页面存档备份，存于）